# NSG Magerrasen bei Emstadt und Itzaue
NSG Magerrasen bei Emstadt und Itzaue este o arie protejată (arie specială de conservare — SAC, sit de importanță comunitară — SCI) din Germania întinsă pe o suprafață de 87 ha, integral pe uscat.

## Localizare
Centrul sitului NSG Magerrasen bei Emstadt und Itzaue este situat la coordonatele 50°21′32″N 10°59′38″E / 50.3589°N 10.9939°E.

## Înființare
Situl NSG Magerrasen bei Emstadt und Itzaue a fost declarat sit de importanță comunitară în iunie 2004 pentru a proteja 7 specii de animale. Situl a fost protejat și ca arie specială de conservare în iulie 2008.

## Biodiversitate
Situată în ecoregiunea continentală, aria protejată conține 5 habitate naturale: Cursuri de apă de la nivel de câmpie la nivel montan, cu vegetație Ranunculion fluitantis și Callitricho-Batrachion, Pajiști uscate seminaturale și facies de acoperire cu tufișuri pe substraturi calcaroase (Festuco-Brometalia) (* situri importante pentru orhidee), Liziere de ierburi înalte hidrofile de câmpie și de nivel montan până la alpin, Păduri pe pante, grohotișuri și ravene de Tilio-Acerion, Păduri aluvionare cu Alnus glutinosa și Fraxinus excelsior (Alno-Padion, Alnion incanae, Salicion albae).
La baza desemnării sitului se află mai multe specii protejate:
- păsări (5): pescăruș albastru (Alcedo atthis), barză neagră (Ciconia nigra), sfrâncioc roșiatic (Lanius collurio), grelușelul-de-tufiș (Locustella fluviatilis), gaia roșie (Milvus milvus)
- nevertebrate (1): phengaris nausithous (Maculinea nausithous)
- pești (1): cicar (Lampetra planeri)

Pe lângă speciile protejate, pe teritoriul sitului au mai fost identificate 25 de specii de plante, 6 specii de mamifere, 23 de specii de nevertebrate, 2 specii de reptile.